# جورج گالو
جورج گالو، جونیور (انگلیسی: George Gallo, Jr.) متولد ۱۹۵۶ فیلمنامه‌نویس، کارگردان فیلم، تهیه‌کننده، نقاش و موسیقیدان آمریکایی است.

## فیلم‌شناسی
- آدم‌های عاقل (۱۹۸۶) - نویسنده
- فرار نیمه‌شب (۱۹۸۸) - نویسنده
- خیابان ۲۹ام (۱۹۹۱) - کارگردان و نویسنده
- به‌دام‌افتاده در بهشت (۱۹۹۴) - کارگردان و نویسنده
- پسران بد (۱۹۹۵) - نویسنده
- واکنش دوگانه (۲۰۰۱) - کارگردان و نویسنده
- خانواده نابسامان (۲۰۰۳) - کارگردان
- همه ده یارد (۲۰۰۴) - نویسنده
- رنگ محلی (۲۰۰۶) - کارگردان و نویسنده و تهیه کننده
- اسم رمز: پاک کننده (۲۰۰۷) - نویسنده
- دوست پسر جدید مادرم (۲۰۰۸) - کارگردان و نویسنده
- مردان متوسط (۲۰۰۹) - کارگردان و نویسنده
- میدان کلمبوس (۲۰۱۲) - کارگردان و نویسنده
- بزرگتر (۲۰۱۸) - کارگردان و نویسنده
- دیوید اچ لفل: یک استاد آمریکایی (۲۰۱۹) - کارگردان
- رز سمی (۲۰۱۹) - کارگردان
- به دنبال بازگشت (۲۰۲۰) - کارگردان و نویسنده
- پرنزی برای ادیان (۲۰۲۱) - کارگردان